# Hôtel de la Caisse d'épargne d'Épernay
L'hôtel de la Caisse d'épargne est un bâtiment de la fin du XIXe siècle situé à Épernay, en France. Il est recensé à l'Inventaire général du patrimoine culturel.

## Situation et accès
L'édifice est situé au no 17 de la rue du Docteur-Verron, aux angles de la rue du Docteur-Rousseau et de la place des Maréchaux-Leclerc-et-de-Lattre, dans le centre-ville d'Épernay. Plus largement, il se trouve dans le département de Marne, en région Grand Est.

## Histoire

### Concours
Vers 1895, un concours pour la construction d'un hôtel de la Caisse d'épargne est ouvert entre les architectes domiciliés à Épernay. Il impose les dispositions suivantes :

« Un sous-sol élevé d'un mètre au-dessus du sol, avec fosse d'aisances, cave et emplacement d'un calorifère devant chauffer le rez-de-chaussée et la chambre du conseil ;
Au rez-de-chaussée : vestibule ; salle d'attente, de 25 mètres carrés ; salle pour les déposants, de 22 mètres carrés ; bureaux de la Caisse, de 46 mètres carrés ; une salle pour les archives, de 24 mètres carrés, et un cabinet pour les directeurs, de 18 mètres carrés, avec hauteur sous plafond de 4 mètres au minimum.
Ces dimensions, tout en n'étant qu'approximatives, ne doivent pas être sensiblement modifiées par les concurrents, dans l'intérêt de la commodité des services ;
Au rez-de-chaussée : deux water-closets ;
Au premier étage : chambre du conseil donnant sur la rue, d'une surface de 50 mètres carrés environ, avec vestiaire ; appartement du caissier, composé d'une cuisine, salle à manger, trois chambres à coucher et water-closet ;
Deuxième étage mansardé, comprenant une pièce pour les archives et chambre de domestique ;
La façade, avec campanile, devra être construite en pierre de taille, les côtés pourront être en briques et en pierre.
Dans la cour, à l'angle nord-ouest, sera établi un bâtiment séparé devant servir de loge de concierge. Il sera composé d'une cuisine et d'une chambre au rez-de-chaussée avec grenier au-dessus, comprenant une mansarde. »

| Prix | Candidat      |
| ---- | ------------- |
| 1er  | Girault       |
| 2e   | Henri Piquart |

L'exécution est confiée à ces deux architectes primés.

## Statut patrimonial et juridique
Le bâtiment fait l'objet d'un recensement dans l'Inventaire général du patrimoine culturel, en tant que propriété d'un établissement public. L'enquête ou le dernier récolement est effectué en 2003.